# Eleições na Noruega

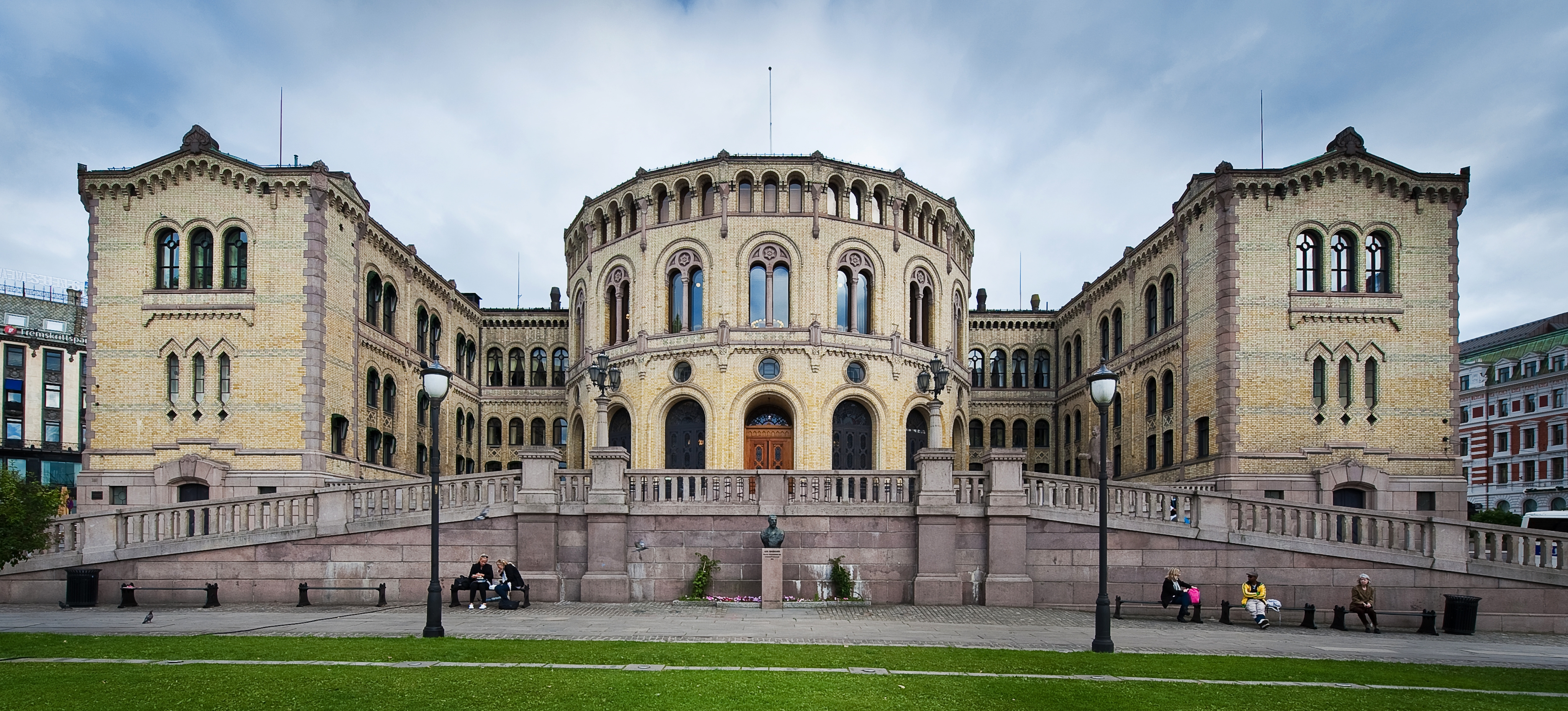
O Parlamento da Noruega, em Oslo.

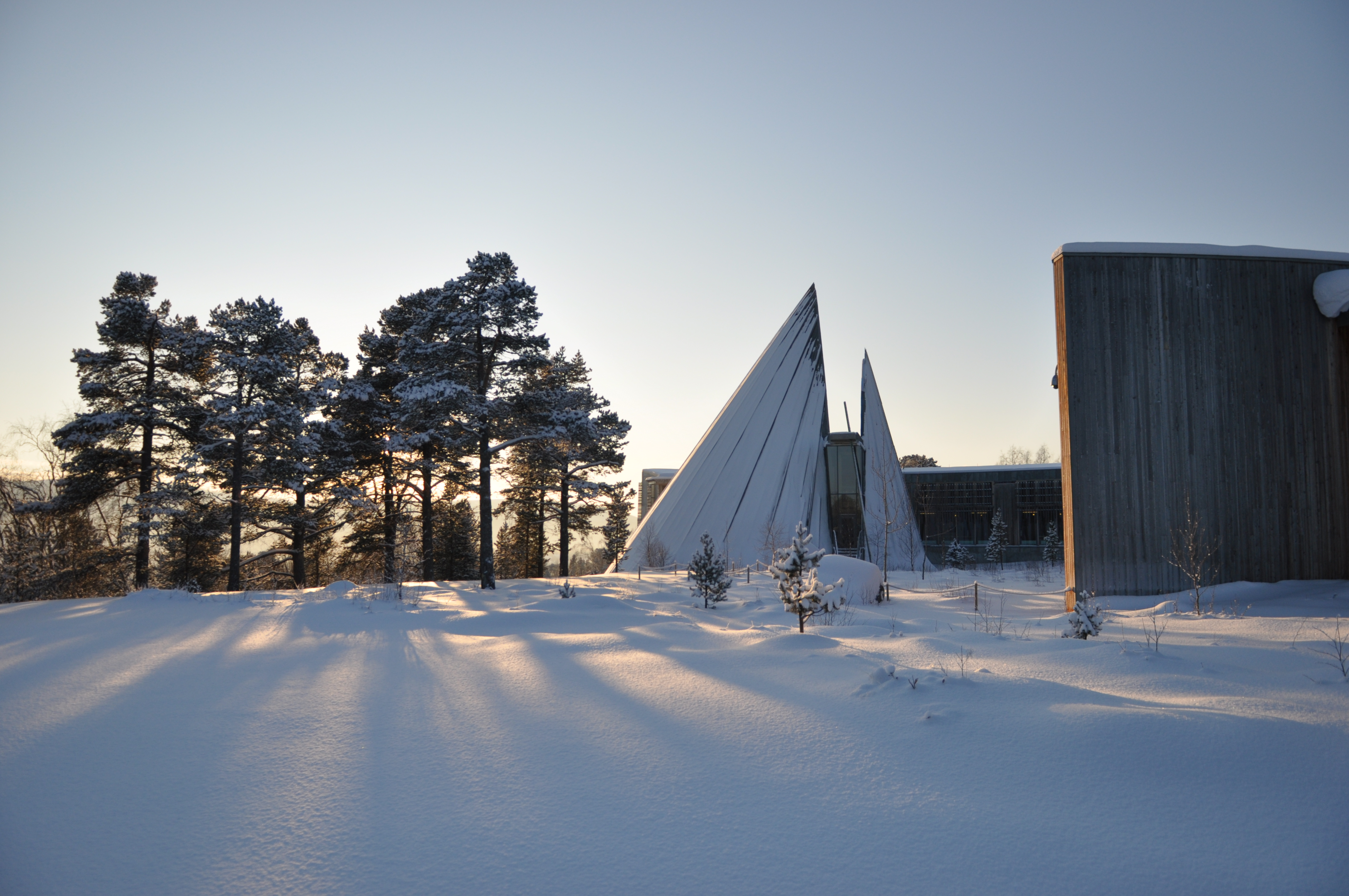
O Parlamento Lapão, em Karasjok.

Há vários tipos de eleições na Noruega:
- As eleições legislativas (Stortingsvalg)  - Ocorrem de quatro em quatro anos.  Os eleitores elegem representantes para o Parlamento nacional (Stortinget).
- As eleições locais (Kommunestyre- og fylkestingsvalg) - Têm lugar igualmente de quatro em quatro anos, sendo realizadas dois anos depois e dois anos antes das eleições legislativas. Os eleitores escolhem na mesma ocasião os deputados para as Assembleias Municipais (Kommunestyre) e Parlamentos Regionais (Fylkesting).
- As eleições eclesiásticas (Kirkevalg) - Os membros da Igreja da Noruega (Den norske kirke ou Den norske kyrkja) elegem os seus representantes nos Conselhos das Paróquia (Menighetsråd) e nos Conselhos das Dioceses (Bispedømmeråd). Atualmente são realizadas no mesmo dia das eleições locais (Kommunestyre- og fylkestingsvalg).[6]
- As eleições para o Parlamento Lapão (Sametingsvalg) - A minoria étnica dos Lapões (Sámi) elege os seu representantes no Parlamento Lapão (Sametinget). São realizadas de quatro em quatro anos, no mesmo dia das eleições parlamentares.[7]